# 罗梅
罗梅（1969年7月—），西藏八宿人，女，藏族，中华人民共和国政治人物。1990年7月参加工作，1994年4月加入中国共产党。曾任共青团中央书记处书记、中华全国青年联合会副主席。现任西藏自治区人民政府副主席。

## 生平
从西藏民族学院历史系毕业后，进入中共林芝地委组织部工作，任干部调配科科员、副科长、科长。1998年8月起任中共朗县县委副书记、常务副县长，中共朗县县委副书记、县长等职务。
2003年5月，任共青团西藏自治区委副书记。2007年1月，任共青团西藏区委书记。2007年4月，任共青团西藏区委书记、自治区青联主席。2008年6月，当选共青团十六届中央书记处书记。2009年2月，当选全国少工委主任。后兼任共青团中央直属机关党委书记、全国青联副主席。2013年6月20日，当选共青团十七届书记处书记。
2016年8月，任西藏自治区人民政府主席助理。2018年1月30日，当选西藏自治区人民政府副主席。
是第十一届、十二届全国政协委员，代表中国共产主义青年团，分入第十六组。